# Avenida Casacoima
Avenida Casacoima es el nombre que recibe una vía de transporte carretero localizada en la ciudad de Tucupita la capital del Estado Delta Amacuro en el extremo oriental del país sudamericano de Venezuela. Debe su denominación a los hechos del 4 de julio de 1817 en Casacoima cuando el Libertador Simón Bolívar  se vio obligado a sumerguirse en una laguna con sus edecanes para evitar que Fuerzas coloniales lo capturaran.

## Descripción
Se trata de una arteria vial que comunica la Calle Bolívar con las calles 1 y 2 y la Carretera troncal 15. En su recorrido también conecta con la calle 3, carrera 5, Carrera 2, Carrera 1, Calle Tucupita, Calle Pativilca, entre otras.
Destacan en lugar o en sus alrededores el Obelisco (La Redoma) que consiste en un monumento y plaza conocida de la localidad pues es un cruce con la principal carretera regional. Además del Mercado Municipal, El Liceo López Orihuela, y el Estadio Dionisio López Orihuela.